# Siah Bid-e Sofla
Siah Bid-e Sofla (în persană سياه بيدسفلي, romanizat și ca Sīāh Bīd-e Soflá; cunoscut și sub numele de Sīāh Bīd-e Pā'īn) este un sat din districtul rural Dorudfaraman, în districtul central al județului Kermanshah, provincia Kermanshah, Iran . La recensământul din 2006, populația sa era de 911 de locuitori, în 206 de familii.